# Doeat
De Doeat is volgens de Egyptische mythologie de onderwereld of het Rijk der Doden, de plek waar de mensen naartoe gaan als ze overlijden. De Doeat wordt in hiërogliefen geschreven als een cirkel met een ster erin. De heerser van de Doeat is de god Osiris. Hij was de eerste mummie, volgens de Osirismythe.
Osiris is de heerser over de Doeat. Hij zetelt in een paleis in het westen, waar de doden eerst doorheen moesten. Hij is er opperrechter, bijgestaan door 42 helpers. Bij iedere doorgangspoort staan Osiris' dienaren met dierenkoppen, die de doden op de proef stellen, zoals beschreven in het Egyptisch Dodenboek Amdoeat.
Bij de doortocht van het 6e en 7e uur komen de dode aan bij de troon van Osiris. Hier wordt zijn hart gewogen tegen de Veer van de Waarheid van Maät, de godin van de kosmische orde. Als de dode een goed leven heeft geleid, is het hart lichter en mag hij het Jaroeveld betreden, het Egyptische hiernamaals. Als het hart echter zwaarder is door alle zonden, wordt het hart en de dode opgegeten door een monster, de 'Dodenverslinder' Ammoet of Amemet. Ammoet heeft de kop van een krokodil, de voorpoten van een leeuw en het achterlijf van een nijlpaard.